# Hydrobiosis centralis
Hydrobiosis centralis là một loài Trichoptera trong họ Hydrobiosidae. Chúng phân bố ở miền Australasia.